# 塞尼卡 (加利福尼亞州)
塞尼卡（英語：Seneca）是位於美國加利福尼亞州普盧默斯縣的一個非建制地區。該地的面積和人口皆未知。

## 地理
塞尼卡的座標為40°06′38″N 121°05′05″W / 40.11056°N 121.08472°W，而該地的平均海拔高度為1105米（即3625英尺）。